# Igreja de São Pedro (São Pedro)

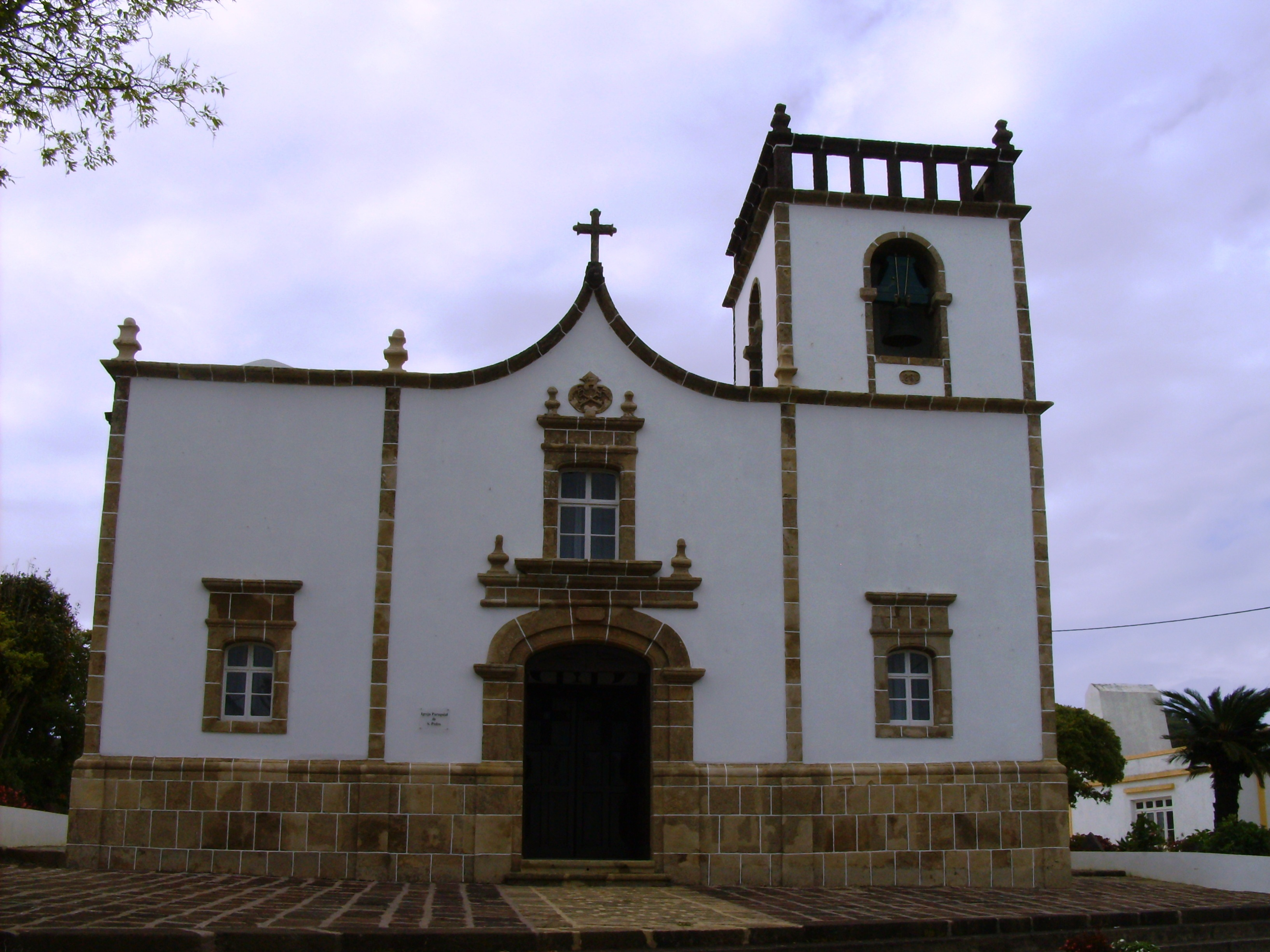
Igreja de São Pedro: fachada.

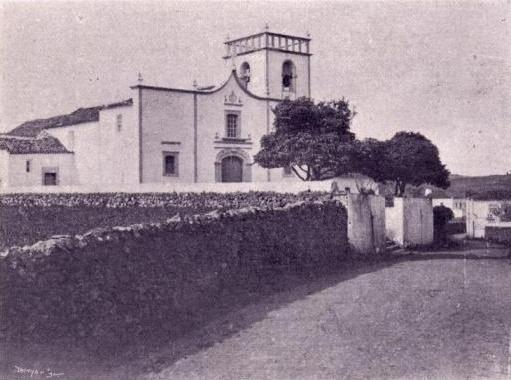
"Egreja parochial da freguesia de S. Pedro" (Álbum Açoriano, 1903).

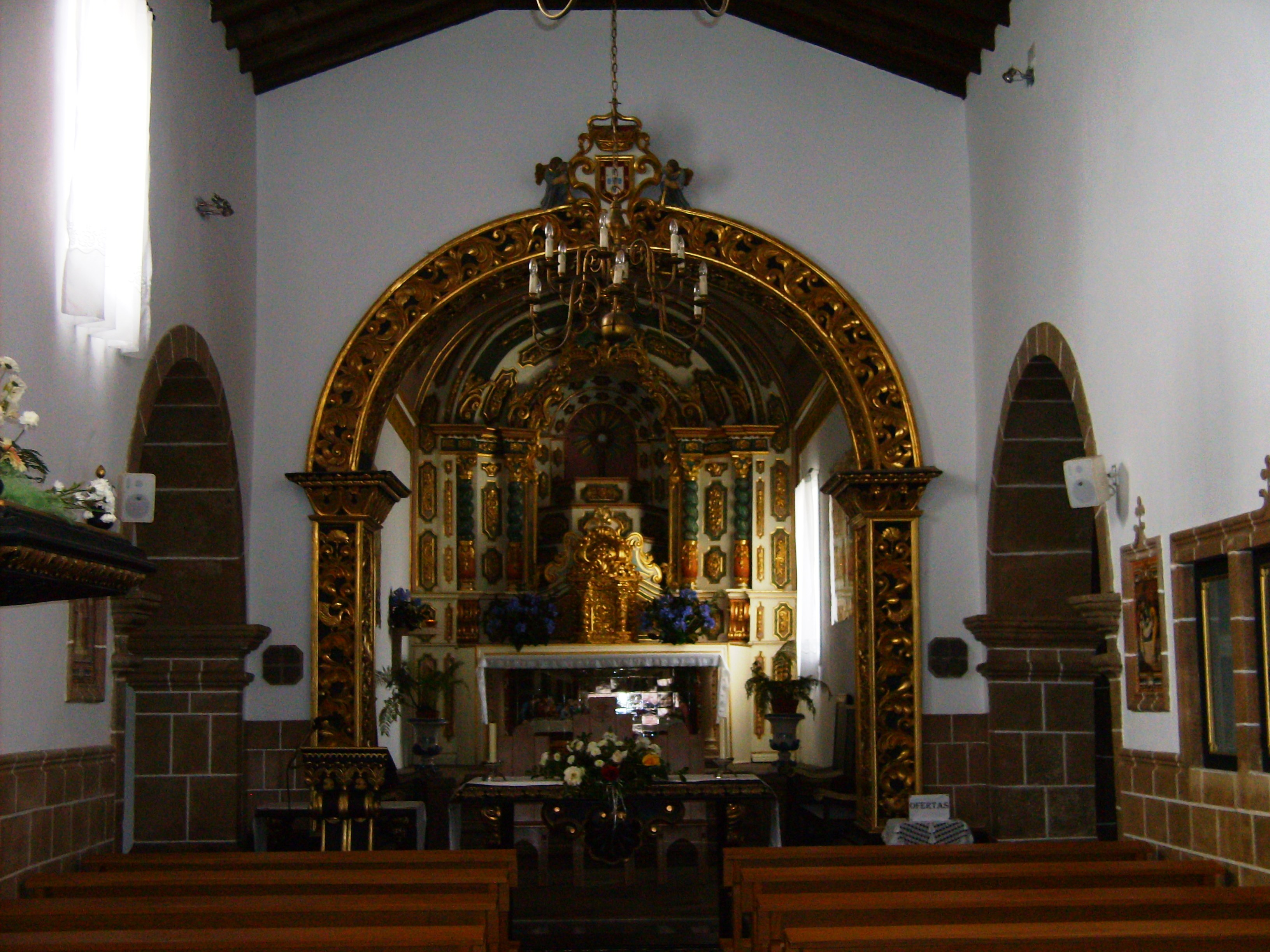
Igreja de São Pedro: altar-mor.

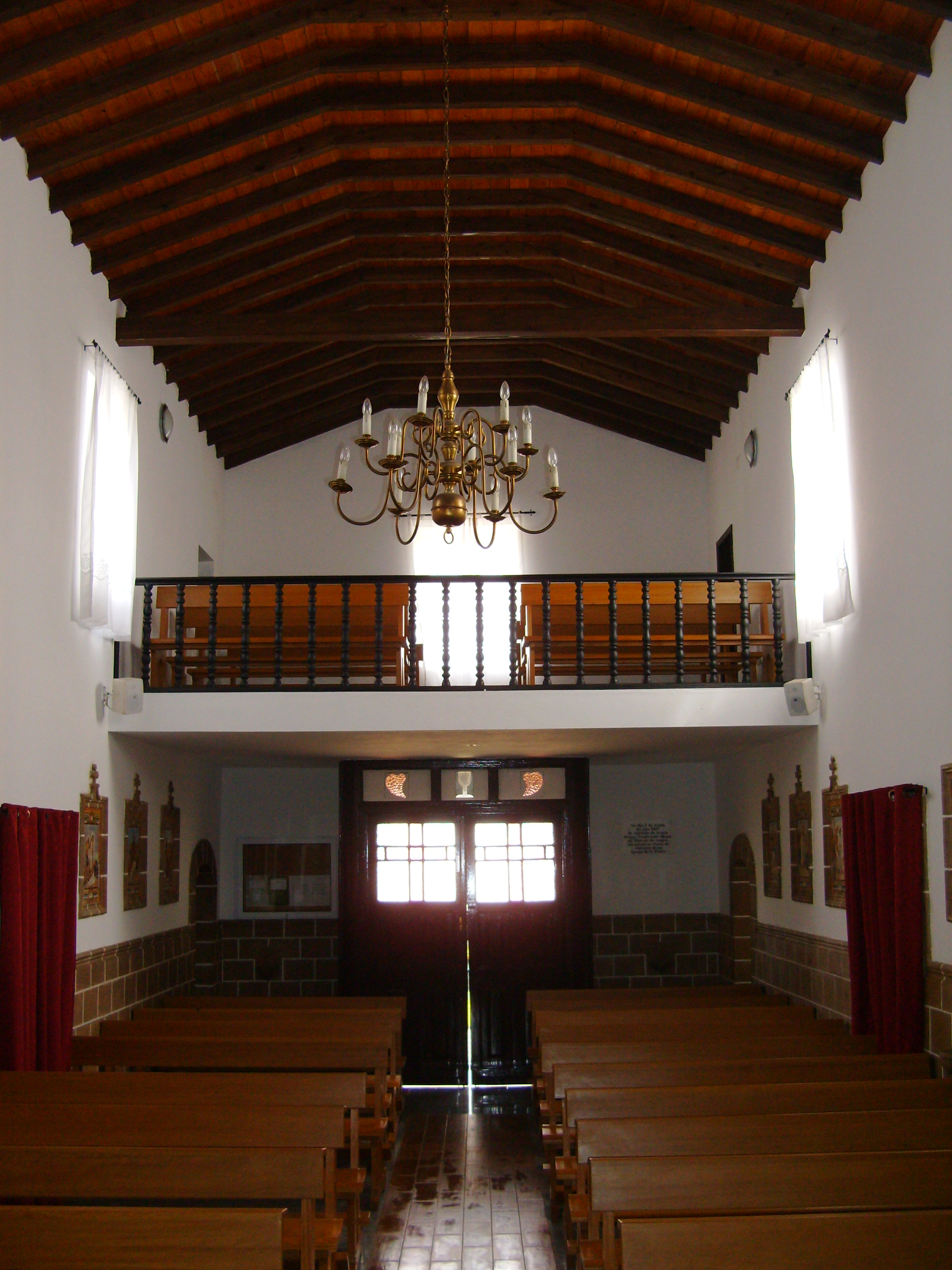
Igreja de São Pedro: coro alto.

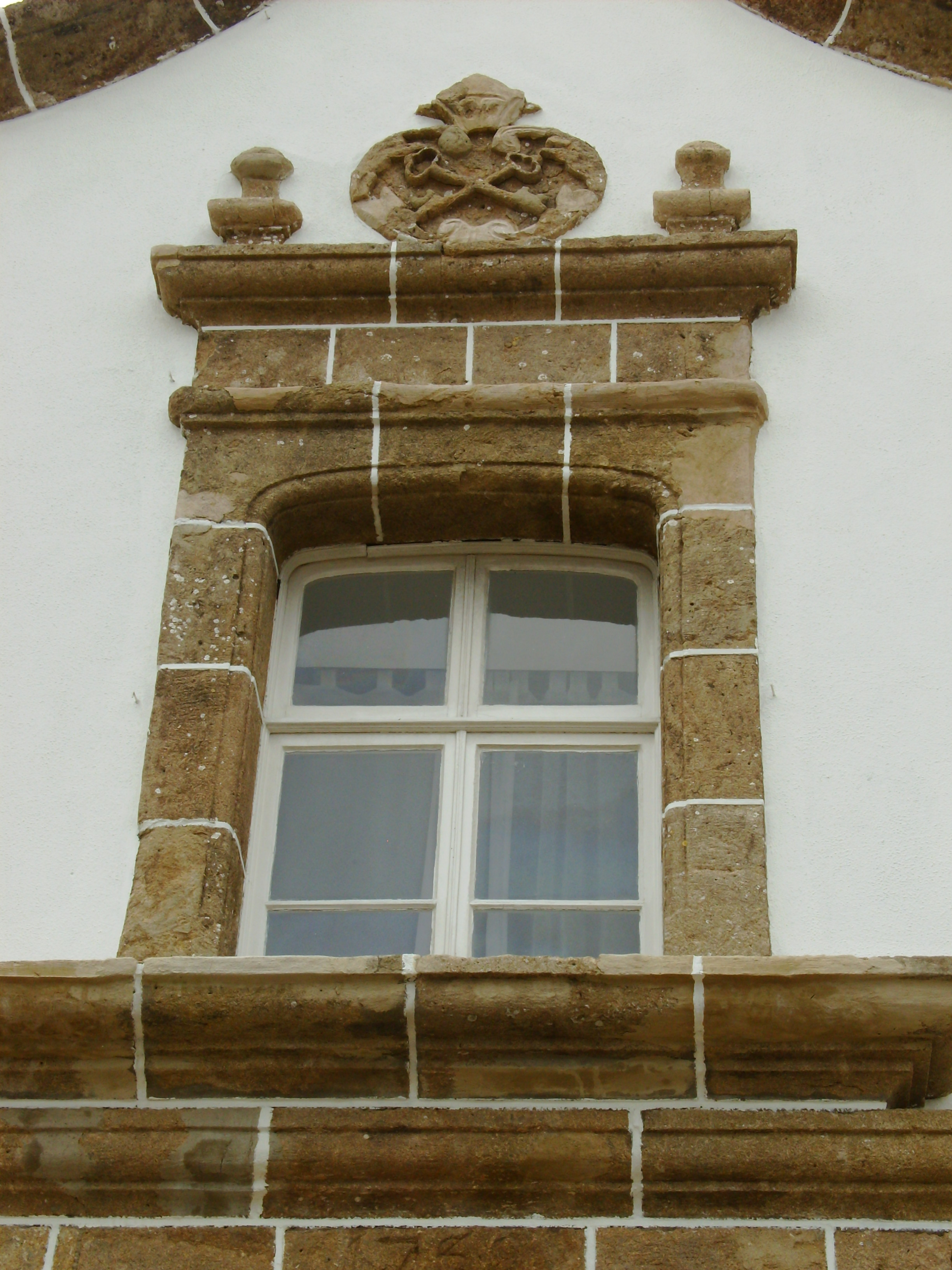
Igreja de São Pedro: janela sobre a portada.

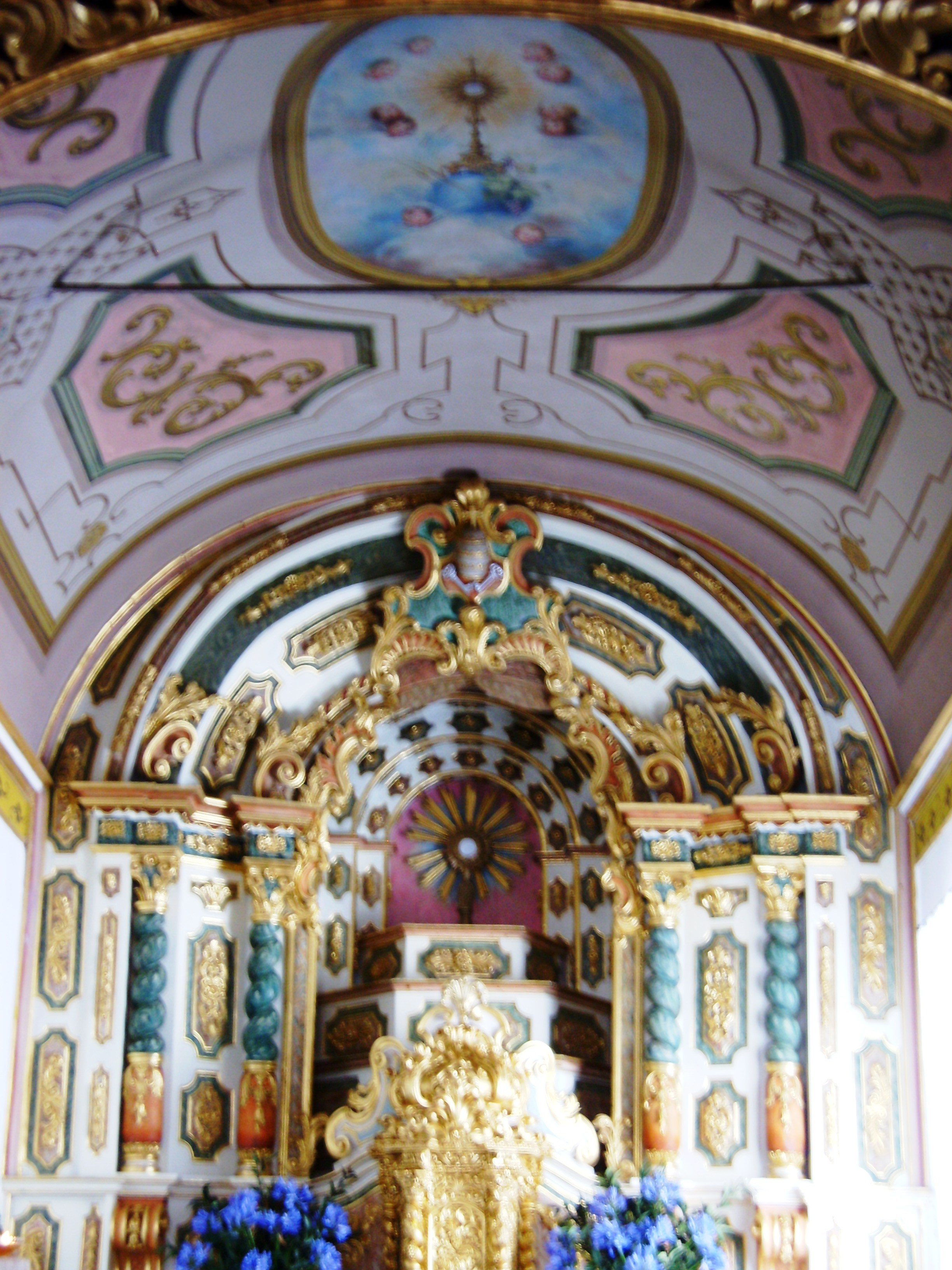
Igreja de São Pedro: altar-mor (detalhe).

A Igreja de São Pedro localiza-se na freguesia de São Pedro, concelho da Vila do Porto, na ilha de Santa Maria, nos Açores.

## História
Remonta a um pequeno templo sob a invocação de São Pedro, erguido no século XVI no lugar das Pedras de São Pedro, e que o cronista Gaspar Frutuoso refere ser uma das quatro ermidas existentes "acima da vila", situada "mais adiante pelo caminho" da Igreja de Santo Antão.
Por volta de 1603, à época da visita pastoral do então bispo de Angra, D. Jerónimo Teixeira Cabral, este criou a paróquia de São Pedro, confirmada em 1611 pelo soberano, Filipe II de Portugal. Foi seu primeiro vigário, o padre beneficiado da Matriz Paulo Andrade Velho. A cruz processional, em prata lavrada, foi uma oferta daquele soberano à Igreja Paroquial.
Embora nada se conheça da sua primitiva arquitectura, nem das alterações que sofreu, conforme informação de Manuel Monteiro Velho Arruda, existe na Torre do Tombo uma carta de Filipe III de Portugal, datada de 4 de abril de 1623, atendendo a pedido do vigário e fregueses de São Pedro, autorizando o lançamento de uma finta para as obras nela declaradas necessárias, por ocasião da visita pastoral do bispo de Angra, D. Pedro da Costa.
Encontra-se referida por MONTE ALVERNE (1986) ao final do século XVII, com vigário, cura e tesoureiro.
Até 1698 esta primitiva ermida serviu de sede de paróquia, pois nesse ano, devido ao crescimento da população, levantou-se um novo templo, de maiores dimensões, e em local mais central, no lugar da Rosa Alta. O terreno foi adquirido a Belchior Luís Velho por 4$000 réis, com o recurso ao dinheiro de esmolas e a um empréstimo. As obras importaram à época, em 255$655 réis.
A atual feição do templo remonta à campanha de obras empreendida na segunda metade da década de 1950 pelo então pároco padre Agostinho de Almeida. Entre as benfeitorias então empreendidas destacam-se os painéis de azulejos da capela-mor e dos quadros da via-sacra com as respectivas molduras em pedra da Cré, o lambril na mesma pedra, o douramento do arco e dos altares, e o painel das Almas do Purgatório, aplicado no antigo altar do Senhor da Agonia.
Este templo teve importantes confrarias, dispondo dos rendimentos de propriedades que lhe foram deixadas por vários devotos. A paróquia possui ainda um passal dos curas que lhe deixou António José Pacheco, por testamento de 1761. Esse passal, segundo a tradição, seria a atual Copeira do Espírito Santo, nas traseiras da igreja e ao lado da atual casa paroquial.
Quando, em 18 de outubro de 1833 a Fazenda Nacional tomou posse do imóvel do Convento de São Francisco em Vila do Porto, o pároco de São Pedro, padre Bernardino José Toledo, superintendeu a repartição dos bens do convento, encontrando-se nesta igreja as imagens de São José e Sant'Ana (nos altares do lado oeste), uma urna dourada (utilizada na Quinta-Feira Santa), o mesão de madeira na sacristia, uma mesa em pedra de Cré e um crucifixo em marfim.
A igreja foi restaurada em 2007 com recursos da comunidade. Na ocasião foram suprimidos o painel das Almas do altar do Senhor da Agonia e o retábulo de madeira do altar da Senhora do Rosário, assim como a escada do púlpito. Procedeu-se a substituição do teto em madeira e do pavimento do templo.
No dia do padroeiro (29 de junho), celebra-se missa cantada, tendo lugar uma procissão, com o percurso, desde as pontes até ao Outeiro, juncado de caruma pelos fiéis.

## Características
De arquitetura simples, encontra-se erguida em alvenaria de pedra rebocada e caiada, e apresenta um corpo principal de planta retangular com diversos corpos adossados, correspondentes ao batistério, à torre sineira (a Leste), aos braços do falso transepto e à sacristia. A capela-mor, de planta rectangular, é mais estreita que o corpo principal. O conjunto é acedido por uma escadaria e um adro, à esquerda do qual se ergue o "theatro", para a realização dos tradicionais Impérios.
A fachada é tripartida e apresenta no terço central, centralizados, o portal (em arco abatido sobre impostas) e a janela do coro-alto, esta última com a verga apresentando a face inferior ligeiramente abatida, encimada por duas cornijas, sendo a última rematada nos extremos por pináculos e encimada por uma cartela com as insígnias de São Pedro. Os terços laterais da fachada têm, respectivamente, uma janela encimada por cornijas e com a face inferior da verga ligeiramente abatida.
O terço central, cuja cornija se prolonga na horizontal para os terços laterais, tem um remate apontado com a ponta encimada por uma cruz em pedra.
O terço direito da fachada, correspondente ao corpo da torre sineira, tem vãos rematados em arco de volta perfeita, peraltados, sobre impostas. É rematada por uma guarda de cantaria encimada nos ângulos por pináculos. Sob um dos vãos sineiros existe uma cartela com a data "1880".
O terço esquerdo da fachada corresponde ao corpo do batistério. O cunhal esquerdo e as pilastras que dividem a fachada são encimados por pináculos. No fecho do arco do portal existe uma pequena cartela com as letras "S." e "P." a ladearem as insígnias de São Pedro, encimadas pela data "1762".
A cobertura é de duas águas, em telha de meia-cana tradicional, rematada por beiral duplo.
O interior apresenta nave única, com destaque para os arcos de comunicação com os braços do falso transepto em cantaria e com bases e impostas muito salientes, o portal de comunicação com a sacristia, e uma intervenção mais recente que inclui um lambril de pedra (capeada) que se estende envolvendo os vãos de algumas portas e do confessionário. Da mesma época serão as molduras em pedra, de ambos os lados da nave principal, que enquadram catorze painéis de azulejo com os passos da paixão de Cristo. O arco da capela-mor, de invocação de São Pedro, é forrado em talha e tem, no cimo, as Armas Reais Portuguesas. Nesta capela, além da imagem do padroeiro, encontram-se a de São José e a de Santa Ana, e um valioso crucifixo de marfim, tendo estas últimas imagens vindo do Convento de Nossa Senhora da Vitória em Vila do Porto. O sacrário por sua vez, pertenceu à Igreja do Recolhimento de Santo António na mesma vila.
A sacristia é acedida pelo braço esquerdo do transepto. No braço direito, em posição simétrica, existe uma capela.
Há no transepto duas capelas: do lado do Evangelho, a das Almas, e do lado da Epístola, a de Nossa Senhora do Rosário. Ao lado da capela-mor do lado da Epístola, existia a capela do Santíssimo Sacramento, atualmente da invocação do Coração de Jesus. Junto da porta principal, do lado do Evangelho, encontra-se a capela de Nossa Senhora da Soledade e o batistério.